# Puchar Kontynentalny w skokach narciarskich 1995/1996
Puchar Kontynentalny w skokach narciarskich 1995/1996 – rozpoczął się 9 grudnia 1995 w Lauscha, a zakończył 7 kwietnia 1996 w Ruce. W sezonie zostało rozegranych 40 konkursów, spośród których sześć odbyło się w Niemczech, a po pięć w Finlandii i Japonii. Zwycięzcą klasyfikacji generalnej został Norweg Stein Henrik Tuff. Następne miejsca na podium zajęli Frode Håre i Michael Kury.

## Kalendarz i wyniki
Opracowano na podstawie.
| Lp.                                           | Data                                          | Miejscowość                                   | Skocznia                                      | Punkt K                                       | Uwagi                                         | 1. miejsce                | 2. miejsce                               | 3. miejsce                     |
| --------------------------------------------- | --------------------------------------------- | --------------------------------------------- | --------------------------------------------- | --------------------------------------------- | --------------------------------------------- | ------------------------- | ---------------------------------------- | ------------------------------ |
| 1.                                            | 9 grudnia 1995                                | Lauscha                                       | Marktiegelschanze                             | K-92                                          | -                                             | Ronny Hornschuh           | Masayuki Satō                            | Jussi Hautamäki Kent Johanssen |
| 2.                                            | 10 grudnia 1995                               | Brotterode                                    | Inselbergschanze                              | K-98                                          | -                                             | Kent Johanssen            | Ronny Hornschuh                          | Øyvind Berg                    |
| 3.                                            | 16 grudnia 1995                               | Lahti                                         | Salpausselkä                                  | K-90                                          | -                                             | Kent Johanssen            | Jussi Hautamäki Janne Väätäinen          | –                              |
| 4.                                            | 17 grudnia 1995                               | Lahti                                         | Salpausselkä                                  | K-90                                          | -                                             | Kent Johanssen            | Tero Koponen                             | Kjetil Moen                    |
| 5.                                            | 19 grudnia 1995                               | Kuopio                                        | Puijo                                         | K-90                                          | -                                             | Ronny Hornschuh           | Kimmo Savolainen                         | Ari-Pekka Nikkola              |
| 6.                                            | 26 grudnia 1995                               | Sankt Moritz                                  | Olympiaschanze                                | K-95                                          | -                                             | Hansjörg Jäkle            | Frode Håre Michael Kury                  | –                              |
| 7.                                            | 30 grudnia 1995                               | Lake Placid                                   | MacKenzie Intervale                           | K-120                                         | -                                             | Øyvind Berg               | Lucas Chevalier-Girod                    | Yannick Revuz                  |
| 8.                                            | 31 grudnia 1995                               | Lake Placid                                   | MacKenzie Intervale                           | K-90                                          | -                                             | Øyvind Berg               | Lucas Chevalier-Girod                    | Jani Mattila                   |
| 9.                                            | 7 stycznia 1996                               | Bad Goisern                                   | Kalmberg-Schanze                              | K-90                                          | -                                             | Adam Małysz               | Reinhard Schwarzenberger                 | Stefan Zünd                    |
| 10.                                           | 12 stycznia 1996                              | Reit im Winkl                                 | Franz-Haslberger-Schanze                      | K-90                                          | -                                             | Toni Nieminen             | Ronny Hornschuh                          | Tero Koponen                   |
| 11.                                           | 13 stycznia 1996                              | Saalfelden                                    | Bibergschanze                                 | K-85                                          | -                                             | Simen Berntsen            | Stein Henrik Tuff                        | Jure Radelj                    |
| 12.                                           | 13 stycznia 1996                              | Sapporo                                       | Ōkurayama                                     | K-115                                         | -                                             | Noriaki Kasai             | Naoki Yasuzaki                           | Kazuyoshi Funaki               |
| 13.                                           | 14 stycznia 1996                              | Berchtesgaden                                 | Kälbersteinschanze                            | K-90                                          | -                                             | Toni Nieminen             | Simen Berntsen                           | Karl-Heinz Dorner              |
| 14.                                           | 14 stycznia 1996                              | Sapporo                                       | Ōkurayama                                     | K-115                                         | -                                             | Frode Håre                | Noriaki Kasai                            | Naoki Yasuzaki                 |
| 15.                                           | 15 stycznia 1996                              | Sapporo                                       | Miyanomori                                    | K-90                                          | -                                             | Yoshikazu Norota          | Katsutoshi Chiba                         | Noriaki Kasai                  |
| 16.                                           | 21 stycznia 1996                              | Willingen                                     | Mühlenkopfschanze                             | K-120                                         | -                                             | Ronny Hornschuh           | Nicolas Dessum                           | Dmitrij Czwykow                |
| 17.                                           | 27 stycznia 1996                              | Liberec                                       | Ještěd                                        | K-120                                         | TCz                                           | Samo Gostiša              | Frode Håre                               | Jure Radelj                    |
| 18.                                           | 28 stycznia 1996                              | Liberec                                       | Ještěd                                        | K-90                                          | TCz                                           | Stein Henrik Tuff         | Samo Gostiša                             | Damjan Fras                    |
| Turniej Czeski – klasyfikacja końcowa         | Turniej Czeski – klasyfikacja końcowa         | Turniej Czeski – klasyfikacja końcowa         | Turniej Czeski – klasyfikacja końcowa         | Turniej Czeski – klasyfikacja końcowa         | Turniej Czeski – klasyfikacja końcowa         | Samo Gostiša              | Stein Henrik Tuff                        | Jure Radelj                    |
| 19.                                           | 31 stycznia 1996                              | Seefeld in Tirol                              | Toni-Seelos-Olympiaschanze                    | K-90                                          | -                                             | Andreas Goldberger        | Samo Gostiša                             | Reinhard Schwarzenberger       |
| 20.                                           | 10 lutego 1996                                | Westby                                        | Snowflake                                     | K-113                                         | -                                             | Tero Koponen              | Matthias Wallner                         | Primož Peterka                 |
| 21.                                           | 11 lutego 1996                                | Westby                                        | Snowflake                                     | K-113                                         | -                                             | Primož Peterka            | Janne Väätäinen                          | Tero Koponen                   |
| 22.                                           | 17 lutego 1996                                | Gallio                                        | Pakstall                                      | K-95                                          | -                                             | Stein Henrik Tuff         | Samo Gostiša                             | Rico Meinel                    |
| 23.                                           | 18 lutego 1996                                | Gallio                                        | Pakstall                                      | K-95                                          | -                                             | Andreas Küttel            | Rico Meinel                              | Jaka Grosar Sven Hannawald     |
| 24.                                           | 2 marca 1996                                  | Schönwald                                     | Adlerschanze                                  | K-90                                          | TSch                                          | Michael Kury              | Vladimír Roško                           | Dirk Else                      |
| 25.                                           | 2 marca 1996                                  | Örnsköldsvik                                  | Paradiskullen                                 | K-90                                          | -                                             | Wilhelm Brenna Håvard Lie | –                                        | Roman Kierow                   |
| 26.                                           | 3 marca 1996                                  | Örnsköldsvik                                  | Paradiskullen                                 | K-90                                          | -                                             | Johan Rasmussen           | Wilhelm Brenna Christian Meyer           | –                              |
| 27.                                           | 4 marca 1996                                  | Titisee-Neustadt                              | Hochfirstschanze                              | K-112                                         | TSch                                          | Michael Kury              | Hansjörg Jäkle                           | Didier Mollard                 |
| Turniej Schwarzwaldzki – klasyfikacja końcowa | Turniej Schwarzwaldzki – klasyfikacja końcowa | Turniej Schwarzwaldzki – klasyfikacja końcowa | Turniej Schwarzwaldzki – klasyfikacja końcowa | Turniej Schwarzwaldzki – klasyfikacja końcowa | Turniej Schwarzwaldzki – klasyfikacja końcowa | Michael Kury              | Hansjörg Jäkle                           | Didier Mollard                 |
| 28.                                           | 8 marca 1996                                  | Bollnäs                                       | Bolleberget                                   | K-90                                          | -                                             | Toni Nieminen             | Adam Małysz                              | Arve Vorvik                    |
| 29.                                           | 9 marca 1996                                  | Sapporo                                       | Ōkurayama                                     | K-115                                         | -                                             | Masahiko Harada           | Kenji Suda                               | Kazuhiro Higashi               |
| 30.                                           | 9 marca 1996                                  | Beuil                                         | Tremplin Olympique aux Launes                 | K-86                                          | -                                             | Didier Mollard            | Michael Kury                             | Nicolas Jean-Prost             |
| 31.                                           | 10 marca 1996                                 | Beuil                                         | Tremplin Olympique aux Launes                 | K-86                                          | -                                             | Didier Mollard            | Hansjörg Jäkle                           | Michael Kury                   |
| 32.                                           | 10 marca 1996                                 | Falun                                         | Lugnet                                        | K-115                                         | -                                             | Adam Małysz               | Arve Vorvik                              | Kenji Ogiwara                  |
| 33.                                           | 13 marca 1996                                 | Zaō                                           | Yamagata                                      | K-85                                          | -                                             | Frank Reichel             | Naoto Itō                                | Gerhard Schallert              |
| 34.                                           | 14 marca 1996                                 | Zaō                                           | Yamagata                                      | K-85                                          | -                                             | Hideharu Miyahira         | Frank Reichel                            | Kai Bracht                     |
| 35.                                           | 16 marca 1996                                 | Planica                                       | Bloudkova Velikanka                           | K-120                                         | -                                             | Sven Hannawald            | Hansjörg Jäkle                           | Frode Håre                     |
| 36.                                           | 17 marca 1996                                 | Planica                                       | Bloudkova Velikanka                           | K-120                                         | -                                             | Michael Kury              | Hansjörg Jäkle                           | Alexander Herr                 |
| 37.                                           | 23 marca 1996                                 | Voss                                          | Bavallsbakken                                 | K-95                                          | -                                             | Stein Henrik Tuff         | Simen Berntsen Lars Egil Gran Pål Hansen | –                              |
| nk.                                           | 23 marca 1996                                 | Braunlage                                     | Wurmbergschanze                               | K-?                                           | -                                             | Michael Kury              | Dionis Wodniew                           | Hansjörg Jäkle                 |
| nk.                                           | 24 marca 1996                                 | Braunlage                                     | Wurmbergschanze                               | -                                             | K-?                                           | Michael Kury              | Ingemar Mayr                             | Dionis Wodniew                 |
| 38.                                           | 24 marca 1996                                 | Voss                                          | Bavallsbakken                                 | K-95                                          | -                                             | Frode Håre                | Øyvind Berg Kent Johanssen               | –                              |
| 39.                                           | 30 marca 1996                                 | Rovaniemi                                     | Ounasvaara                                    | K-90                                          | -                                             | Mika Laitinen             | Frode Håre                               | Ari-Pekka Nikkola              |
| 40.                                           | 7 kwietnia 1996                               | Ruka                                          | Rukatunturi                                   | K-120                                         | -                                             | Juho Forsman              | Kimmo Savolainen                         | Frode Håre                     |

Według jednego ze źródeł, w Sollefteå 23 marca 1996 odbyły się zawody zaliczane do klasyfikacji Pucharu Kontynentalnego, lecz był to prawdopodobnie konkurs mistrzostw Szwecji oraz w Braunlage w dniach 23–24 marca 1996 rozegrano dwa konkursy.

## Klasyfikacja generalna
Według jednego ze źródeł 2. i 3. miejsce na podium zajęli Frode Håre i Michael Kury, a według innego Michael Kury i Hansjörg Jäkle.
Sześćdziesięciu najlepszych zawodników
| Miejsce | Zawodnik              | Punkty |
| ------- | --------------------- | ------ |
| 1.      | Stein Henrik Tuff     | 878    |
| 2.      | Frode Håre            | 815    |
| 3.      | Michael Kury          | 758    |
| 4.      | Hansjörg Jäkle        | 650    |
| 5.      | Ronny Hornschuh       | 640    |
| 6.      | Simen Berntsen        | 612    |
| 7.      | Jure Radelj           | 603    |
| 8.      | Øyvind Berg           | 595    |
| 9.      | Tero Koponen          | 524    |
| 10.     | Toni Nieminen         | 510    |
| 11.     | Kent Johanssen        | 493    |
| 12.     | Ingemar Mayr          | 424    |
| 13.     | Hideharu Miyahira     | 419    |
| 14.     | Yannick Revuz         | 413    |
| 15.     | Sven Hannawald        | 394    |
| 16.     | Damjan Fras           | 383    |
| 17.     | Didier Mollard        | 381    |
| 18.     | Janne Väätäinen       | 376    |
| 19.     | Lucas Chevalier-Girod | 372    |
| 20.     | Samo Gostiša          | 369    |

| Miejsce | Zawodnik          | Punkty |
| ------- | ----------------- | ------ |
| 21.     | Jussi Hautamäki   | 312    |
| 22.     | Robert Putzer     | 303    |
| 23.     | Adam Małysz       | 280    |
| 24.     | Roman Kierow      | 279    |
| 25.     | Masayuki Satō     | 277    |
| 26.     | Pavel Vechet      | 275    |
| 27.     | Pål Hansen        | 273    |
| 27.     | Alexander Herr    | 273    |
| 29.     | Katsutoshi Chiba  | 271    |
| 30.     | Wilhelm Brenna    | 264    |
| 30.     | Dmitrij Czwykow   | 264    |
| 32.     | Naoto Itō         | 261    |
| 33.     | Richard Foldl     | 259    |
| 34.     | Gerhard Schallert | 258    |
| 35.     | Lars Egil Gran    | 252    |
| 36.     | Noriaki Kasai     | 240    |
| 36.     | Kimmo Savolainen  | 240    |
| 38.     | Frank Reichel     | 230    |
| 39.     | Pekka Niemelä     | 222    |
| 40.     | Kjetil Moen       | 208    |

| Miejsce | Zawodnik             | Punkty |
| ------- | -------------------- | ------ |
| 40.     | Stefan Zünd          | 208    |
| 42.     | Håvard Lie           | 206    |
| 43.     | Primož Peterka       | 205    |
| 44.     | Naoki Yasuzaki       | 190    |
| 45.     | Kazuhiro Higashi     | 189    |
| 46.     | Stian Kvarstad       | 188    |
| 47.     | Nicolas Dessum       | 186    |
| 47.     | Werner Rathmayr      | 186    |
| 49.     | Matjaž Zupan         | 185    |
| 50.     | Casey Colby          | 183    |
| 50.     | Jani Mattila         | 183    |
| 52.     | Martin Höllwarth     | 180    |
| 53.     | Christian Reinthaler | 173    |
| 54.     | Matthias Wallner     | 169    |
| 55.     | Peter Žonta          | 168    |
| 56.     | Jérôme Gay           | 159    |
| 56.     | Yoshikazu Norota     | 159    |
| 58.     | Andreas Küttel       | 158    |
| 59.     | Brendan Doran        | 157    |
| 60.     | Christof Birchler    | 155    |